# Valgmandskollegiet (USA)
Valgmandskollegiet er de 538 valgmænd, der hvert fjerde år udpeger USA's præsident. Hver af de 50 delstater har et antal valgmænd svarende til statens medlemmer af Repræsentanternes Hus (fordelt efter befolkningstal) plus to (svarende til statens to senatorer). Desuden har hovedstaden Washington D.C., der ikke har status af stat, tre valgmænd.

## Fremgangsmåde
Præsidentvalget er et indirekte valg. De amerikanske vælgere vælger ikke præsidenten direkte, men vælger derimod i hver stat et antal valgmænd, der har forpligtet sig til at støtte en bestemt kandidat. I de fleste stater får den af kandidaterne der vinder flest stemmer alle statens valgmænd. Det kaldes "vinderen tager alt" (en. winner takes all). Derfor er der stor fokus på de såkaldte svingstater, hvor flertallet er tæt på at vippe til den ene eller anden side.
To stater har afvigende ordninger. I Maine og Nebraska udpeges valgmændene kredsvis i hver valgkreds til vinderen af kredsen, men staterne har også hver to valgmænd, som tildeles vinderen af staten som helhed.
Når valgmændene i hver stat er valgt, er resten en formalitet, da valgmændene i de fleste stater er forpligtet til at stemme på den kandidat, som de er valgt for. Valgmandskollegiet mødes ikke på landsplan. Valgmændene i hver stat træder derimod sammen i deres respektive staters hovedstæder den anden eller tredje mandag i december, hvor de afgiver deres stemmer. Valgmændene stemmer på præsident og vicepræsident separat. I sjældne tilfælde kan det ske, at en "troløs" valgmand (faithless elector) stemmer efter sit eget hoved. I 2000 afgav valgmanden Barbara Lett Simmons i Washington D.C. således en blank stemme i stedet for en stemme på Al Gore. Resultatet af valgmændenes afstemning i hver stat sendes til Senatet i Washington. De to kamre i kongressen (Senatet og Repræsentanternes Hus) mødes den 6. januar, hvor de optæller valgmændenes stemmer og erklærer den nye præsident og vicepræsident for valgt.
Hvis ingen kandidat får absolut flertal blandt valgmændene, skal kongressen vælge en præsident og vicepræsident. Dette kaldes en contingent election (en), og skete i 1801, 1825, og 1837 (kun vicepræsidenten). Repræsentanternes Hus vælger præsidenten blandt de tre kandidater, der fik flest valgmandsstemmer, men det er hver stats delegation, der tilsammen har en stemme, og ikke hver repræsentant individuelt. Senatet vælger vicepræsidenten blandt de to kandidater, der fik flest valgmandsstemmer.

## Konsekvenser
Meningen med valgmandskollegiet er at give de små stater større tyngde. Kandidaterne er derfor nødt til også at interessere sig for de små stater, og man undgår, at valgkampen kun drejer sig om de folkerige stater. Problemet er imidlertid, at den kandidat, der vinder præsidentvalget, ikke altid er den, der har fået flest vælgeres stemmer på landsplan.
Det skete ved valgene i 1824, 1876, 1888, 2000 og i 2016. I 2000 fik Al Gore omkring en halv million flere stemmer på landsplan end George W. Bush, men Bush fik flest valgmandsstemmer, bl.a. fordi han med en margen på 537 stemmer vandt Florida og dermed fik flertallet af valgmændene. Hillary Clinton fik i 2016 næsten tre millioner flere stemmer end Donald Trump, men Trump vandt tre stater i Rustbæltet (Michigan, Pennsylvania, og Wisconsin) med under ét procentpoint hver og blev præsident.